# Liste der Museen im Kreis Steinfurt
Die Liste der Museen im Kreis Steinfurt beinhaltet Museen, die unter anderem Kunst, Kultur und Naturgeschichte vorstellen.

## Liste der Museen
| Bezeichnung                                 | Ort           | Bemerkungen                                   | Bild |
| ------------------------------------------- | ------------- | --------------------------------------------- | ---- |
| Eiskeller                                   | Altenberge    |                                               |      |
| Museum Zurholt                              | Altenberge    |                                               |      |
| Schlepper- und Geräte-Museum                | Altenberge    |                                               |      |
| August-Holländer-Museum                     | Emsdetten     |                                               |      |
| Galerie Münsterland                         | Emsdetten     |                                               |      |
| Wannenmacher-Museum                         | Emsdetten     |                                               |      |
| Kunstturm                                   | Greven        |                                               |      |
| Sachsenhof                                  | Greven        |                                               |      |
| Kloster Gravenhorst                         | Hörstel       |                                               |      |
| Haus Nieland                                | Hopsten       |                                               |      |
| Bergbaumuseum                               | Ibbenbüren    |                                               |      |
| Motorradmuseum                              | Ibbenbüren    |                                               |      |
| Stadtmuseum                                 | Ibbenbüren    |                                               |      |
| Heimatmuseum                                | Ladbergen     |                                               |      |
| Schuhmachermuseum                           | Ladbergen     |                                               |      |
| Holskenmuseum                               | Laer          |                                               |      |
| Eisenbahnmuseum Metelen Land                | Metelen       |                                               |      |
| Mühlenmuseum Plagemanns Mühle               | Metelen       |                                               |      |
| Postmuseum                                  | Mettingen     |                                               |      |
| Schulmuseum                                 | Mettingen     | Im Schultenhof, wie das Postmuseum Mettingen. |      |
| Tüöttenmuseum                               | Mettingen     |                                               |      |
| Georg-Kramann-Heimatmuseum                  | Nordwalde     |                                               |      |
| Puppen- und Spielzeugmuseum                 | Ochtrup       |                                               |      |
| Töpfereimuseum                              | Ochtrup       |                                               |      |
| Alte Ruthemühle mit heimatkundlichem Museum | Recke         |                                               |      |
| Josef Winckler Museum                       | Rheine        |                                               |      |
| Kloster Bentlage                            | Rheine        |                                               |      |
| Stadtmuseum                                 | Rheine        |                                               |      |
| Heimathaus und Brennereimuseum              | Saerbeck      |                                               |      |
| Heimatmuseum                                | Steinfurt     | Im Stadtteil Borghorst.                       |      |
| Niedermühle                                 | Steinfurt     | Im Stadtteil Burgsteinfurt.                   |      |
| Kreismuseum Steinfurt                       | Tecklenburg   |                                               |      |
| Heinrich-Neuy-Bauhaus-Museum                | Steinfurt     | Im Stadtteil Borghorst.                       |      |
| Traktorenmuseum                             | Westerkappeln |                                               |      |